# Ragnebert de Baugé
Ragnebert de Baugé, o Rambert, (Nèustria, s. VII - Saint-Rambert-en-Bugey, Ain, Roine-Alps, França, 680) fou un noble franc, mort màrtir. És venerat com a sant per diverses confessions cristianes.

## Vida i llegenda
Nascut en una família noble del regne dels francs, el seu pare era el duc Radebert, governador de les províncies franques compreses entre els rius Sena i Loira. És citat en un document de l'abadia de Saint-Denis de 662: hi és el tercer signatari com a testimoni.
De jove, destacà en el maneig de les armes i els estudis, i la seva virtut fou coneguda a la cort, despertant la gelosia d'Ebroí, majordom de palau de la cort de Nèustria cap al 658. Aprofitant els rumors d'una conxorxa de grans senyors, acusà Ragnebert, que fou condemnat a mort. L'arquebisbe Aldoè de Rouen aconseguí que li fos commutada la pena i fou desterrat al territori de Baugé, on seria vigilat pel senyor local, Teodefred.
Ebroí, però, envià dos sicaris per assassinar Ragnebert: el trobaren al monestir anomenat després de Saint-Rambert-en-Bugey, que havia edificat Sant Domicià. Veient-ne les intencions, Ragnebert demanà de pregar una darrera vegada en una ermita propera, però els sicaris no li ho concediren i el travessaren amb una llança. Era el 13 de juny de 680.

## Veneració
El cos de Ragnebert fou recollit pels monjos i sebollit al monestir, primer al claustre i després a l'altar de l'església. Al segle x, la veneració era molt gran a la regió. El comte Gil·lí de Forez portà una part de les relíquies al priorat de Sant Andreu de Montbrison, on nasqué el poblat de Saint-Rambert-sur-Loire. Les relíquies de Saint-Rambert-en-Bugey, encara conservades, es posaren en 1793 a un reliquiari de fusta.